# Ocelárna (album)
Ocelárna je EP deska Karla Kryla vydaná v roce 1984. S výjimkou písně Ledvinové kamínky vznikly všechny ostatní ještě před Krylovou emigrací.

## Seznam písní
1. Ocelárna
2. Ledvinové kamínky
3. Zpívání pro Miss Blanche
4. Gulášová polífka

## Hudebníci
- Karel Kryl - zpěv, akustická kytara
- Peter Puk - dvanáctistrunná kytara, baskytara (3 a 4)
- Jan Kajfocz - klávesové nástroje (3 a 4)
- Jiří Špiroch - bicí nástroje (4)

## Reedice z roku 1994
V roce 1994 vydala firma Monitor na CD rozšířenou verzi EP. K původním čtyřem písním byly přidány nahrávky z koncertů a nahrávky dříve nevydané.
1. Ocelárna
2. Ledvinové kamínky
3. Zpívání pro Miss Blanche
4. Gulášová polífka
5. Omezená suverenita
6. Vasil
7. Novoroční (na CD uvedeno pod mylným názvem Poloprázdná flaška)
8. Vůně (na CD uvedeno pod mylným názvem Kde domov je náš?)
9. Darwin?
10. Dívka havířka
11. Azbuk
12. Zítra snad z oblaků (na CD uvedeno pod mylným a zavádějícím názvem Píseň o žrádle, jde o úplně jinou skladbu)
13. Zpívání pro Miss Blanche
14. Gulášová polífka